# Henry Gale
Henry Gordon Gale (12 de septiembre de 1874 – 16 de noviembre de 1942) fue un astrofísico y docente estadounidense.

## Vida y obra

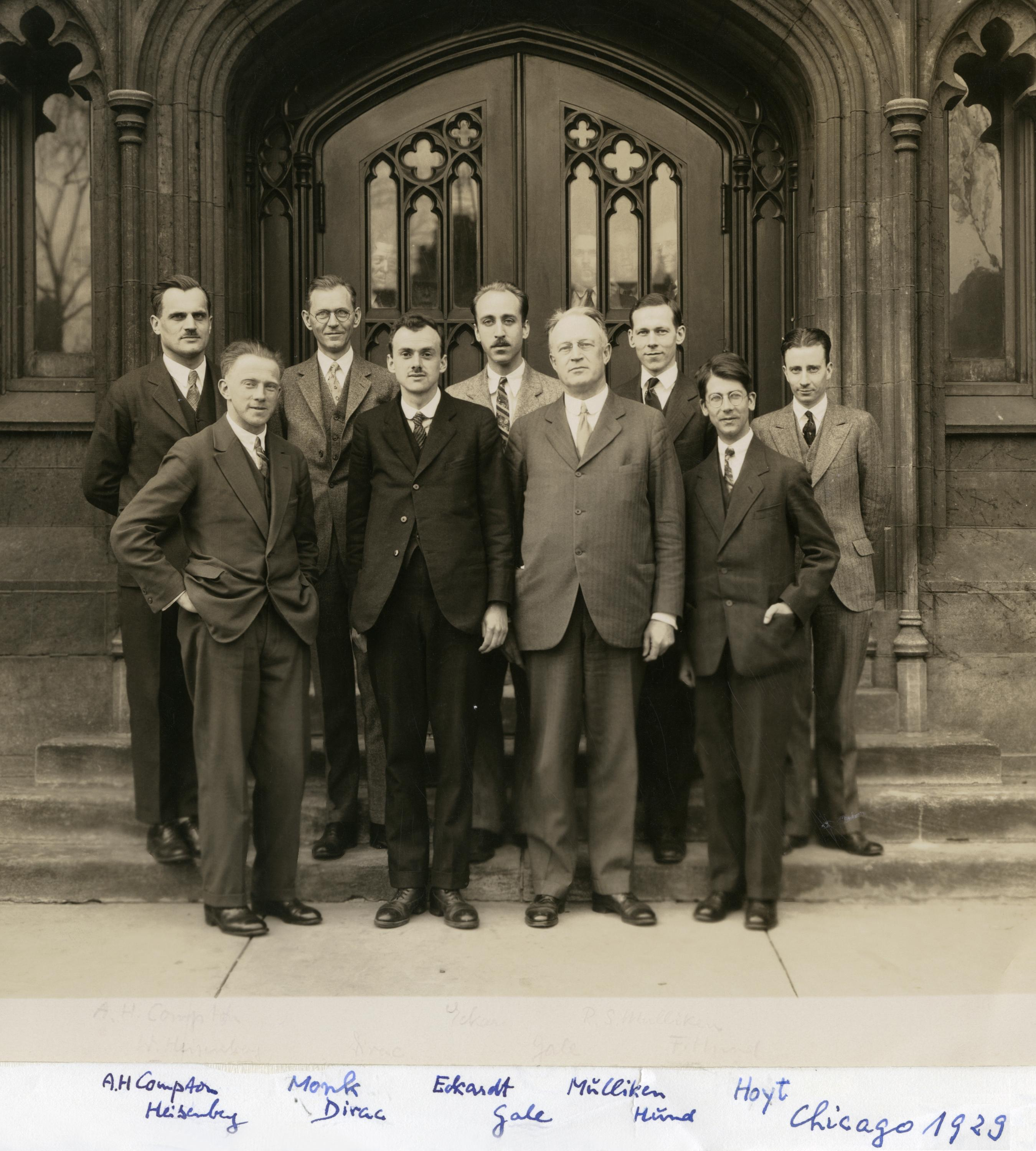
Chicago 1929: Arthur Compton, Werner Heisenberg, George S. Monk, Paul Dirac, Carl Eckart, Henry Gale, Robert Mulliken, Friedrich Hund y F.C. Hoyt (leyenda de Friedrich Hund)

Gale nació en Aurora, Illinois. Durante la Primera Guerra Mundial sirvió en los Estados Unidos y en Francia, obteniendo el rango de teniente coronel y recibiendo la Legión de Honor. Se casó con Agnes Gale, escritora de literatura infantil, con quien tuvo una hija, Beatrice.
Gale se educó en la Universidad de Chicago donde obtuvo su doctorado en físicas en 1899. Era miembro de la fraternidad Delta Kappa Epsilon. Trabajó en la facultad de la Universidad hasta su jubilación en 1940, cuando era director del departamento de física. Repartió su trabajo en astrofísica entre la Universidad de Chicago y el Observatorio del Monte Wilson en Pasadena, California. En 1909, padeció una serie de quemaduras mientras trabajaba en el Observatorio, por lo que tuvo que estar hospitalizado durante dos meses.
Gale fue editor del Astrophysical Journal de 1912 a 1940, y autor de varios libros y artículos, incluyendo First Course in Physics (Primer Curso en Físicas) (con Robert Millikan), un libro de texto que fue utilizado como estándar en muchas escuelas.